# Cử, Nhật Chiếu
Cử (tiếng Trung: 莒县; Hán-Việt: Cử huyện; bính âm: Jǔ Xiàn) là một huyện của địa cấp thị Nhật Chiếu, tỉnh Sơn Đông, Trung Quốc.

### Nhai đạo
- Thành Dương (城阳街道)

### Trấn
| - Chiêu Hiền (招贤镇) - Diêm Trang (阎庄镇) - Hạ Trang (夏庄镇) - Lưu Quan Trang (刘官庄镇) - Kiệu Sơn (峤山镇) | - Tiểu Điếm (小店镇) - Trung Lâu (中楼镇) - Long Sơn (龙山镇) - Đông Hoản (东莞镇) - Phù Lai Sơn (浮来山镇) - Lăng Dương (陵阳镇) | - Điếm Tử Tập (店子集镇) - Trường Lĩnh (长岭镇) - An Trang (安庄镇) - Kỳ Sơn (棋山镇) - Lạc Hà (洛河镇) - Trại Lý Hà (寨里河镇) - Quả Trang (果庄镇) |

### Hương
- Tang Viên (桑园乡)
- Khố Sơn (库山乡)